# Forcé
Forcé est une commune française, située dans le département de la Mayenne en région Pays de la Loire, peuplée de 1 096 habitants.
La commune fait partie de la province historique du Maine, et se situe dans le Bas-Maine.

## Géographie
La commune est au sud du Bas Maine. Son bourg est à 8 km au sud-est de Laval, à 10 km au sud-ouest d'Argentré et à 15 km au nord-ouest de Meslay-du-Maine.
Couvrant 494 hectares, le territoire de Forcé est le moins étendu du canton d'Argentré.
| Bonchamp-lès-Laval | Bonchamp-lès-Laval | Parné-sur-Roc |
| Entrammes          | Forcé              | Parné-sur-Roc |
| Entrammes          | Entrammes          | Parné-sur-Roc |

### Climat
Pour des articles plus généraux, voir Climat des Pays de la Loire et Climat de la Mayenne.
En 2010, le climat de la commune est de type climat océanique altéré, selon une étude du CNRS s'appuyant sur une série de données couvrant la période 1971-2000. En 2020, Météo-France publie une typologie des climats de la France métropolitaine dans laquelle la commune est exposée à un climat océanique et est dans la région climatique  Moyenne vallée de la Loire, caractérisée par une bonne insolation (1 850 h/an) et un été peu pluvieux.
Pour la période 1971-2000, la température annuelle moyenne est de 11,3 °C, avec une amplitude thermique annuelle de 13,8 °C. Le cumul annuel moyen de précipitations est de 719 mm, avec 12 jours de précipitations en janvier et 6,6 jours en juillet. Pour la période 1991-2020, la température moyenne annuelle observée sur la station météorologique de Météo-France la plus proche, sur la commune d'Argentré à 7 km à vol d'oiseau, est de 11,8 °C et le cumul annuel moyen de précipitations est de 780,7 mm,. Pour l'avenir, les paramètres climatiques de la commune estimés pour 2050 selon différents scénarios d'émission de gaz à effet de serre sont consultables sur un site dédié publié par Météo-France en novembre 2022.

## Urbanisme

### Typologie
Au 1er janvier 2024, Forcé est catégorisée bourg rural, selon la nouvelle grille communale de densité à sept niveaux définie par l'Insee en 2022.
Elle est située hors unité urbaine. Par ailleurs la commune fait partie de l'aire d'attraction de Laval, dont elle est une commune de la couronne,. Cette aire, qui regroupe 66 communes, est catégorisée dans les aires de 50 000 à moins de 200 000 habitants,.

### Occupation des sols
L'occupation des sols de la commune, telle qu'elle ressort de la base de données européenne d’occupation biophysique des sols Corine Land Cover (CLC), est marquée par l'importance des territoires agricoles (74,5 % en 2018), en diminution par rapport à 1990 (84,7 %). La répartition détaillée en 2018 est la suivante : 
terres arables (47,4 %), prairies (19,5 %), zones urbanisées (13,2 %), forêts (12,2 %), zones agricoles hétérogènes (7,6 %). L'évolution de l’occupation des sols de la commune et de ses infrastructures peut être observée sur les différentes représentations cartographiques du territoire : la carte de Cassini (XVIIIe siècle), la carte d'état-major (1820-1866) et les cartes ou photos aériennes de l'IGN pour la période actuelle (1950 à aujourd'hui).

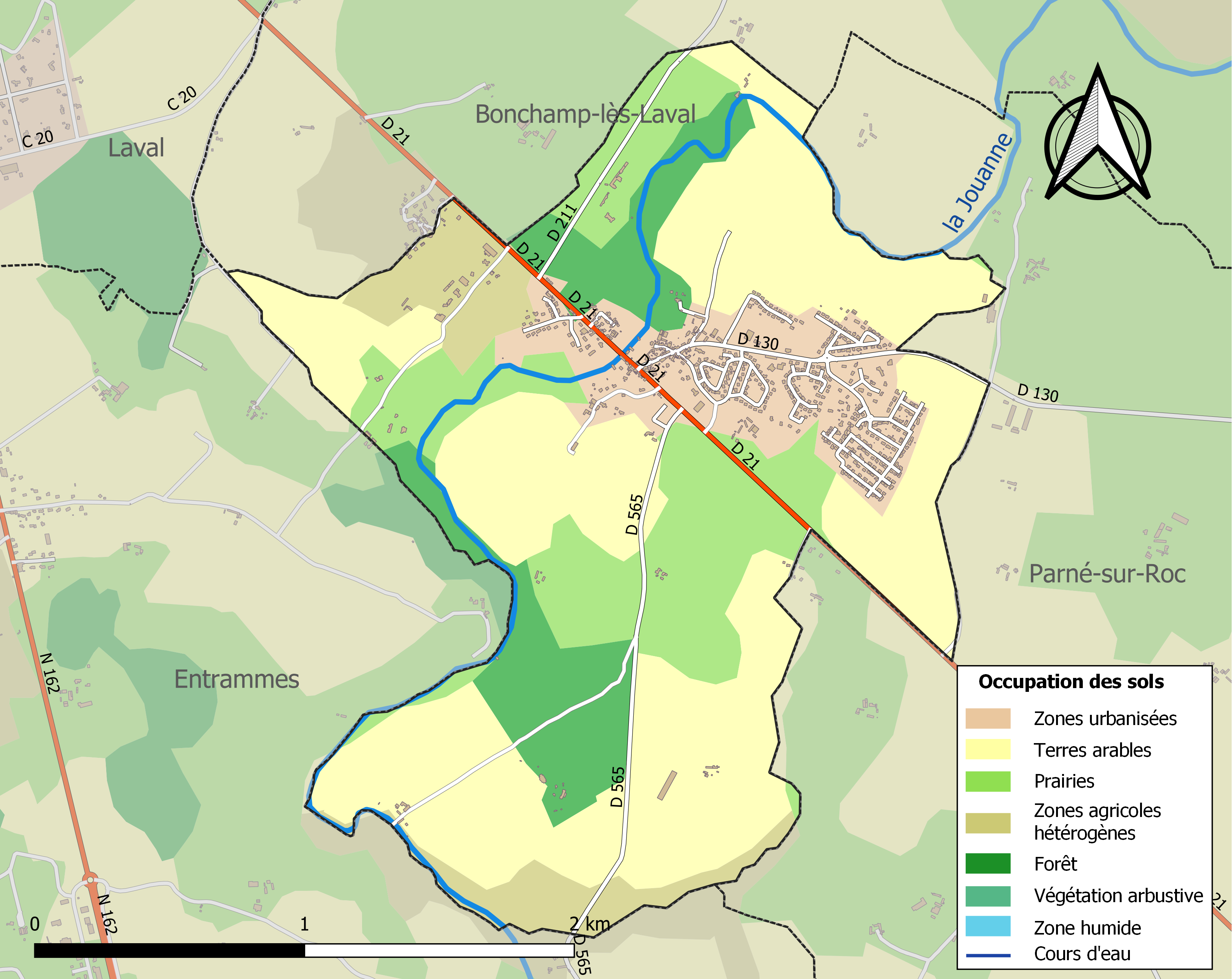
Carte des infrastructures et de l'occupation des sols de la commune en 2018 (CLC).

## Toponymie
Le nom de la localité est attesté sous la forme Forceio au XIIe siècle. Il serait issu de l'anthroponyme latin/roman Fortius.
Le gentilé est Forcéen.

## Politique et administration
| Période    | Période   | Identité                                              | Étiquette   | Qualité           |
| ---------- | --------- | ----------------------------------------------------- | ----------- | ----------------- |
| 1791       | av. 1833  | Julien René Pierre François Le Clerc de La Jubertière |             | Seigneur de Forcé |
| 1871       | 1879      | Henri de La Broise                                    | Légitimiste | Industriel        |
| avant 1970 |           | Maurice de Waresquiel                                 |             |                   |
| mars 1989  | mars 2001 | Michel Pinot                                          |             |                   |
| mars 2001  | En cours  | Annette Chesnel                                       | SE          | Agricultrice      |

Le conseil municipal est composé de quinze membres dont le maire et trois adjoints.

## Démographie
L'évolution du nombre d'habitants est connue à travers les recensements de la population effectués dans la commune depuis 1793. Pour les communes de moins de 10 000 habitants, une enquête de recensement portant sur toute la population est réalisée tous les cinq ans, les populations de référence des années intermédiaires étant quant à elles estimées par interpolation ou extrapolation. Pour la commune, le premier recensement exhaustif entrant dans le cadre du nouveau dispositif a été réalisé en 2007.
En 2022, la commune comptait 1 096 habitants, en évolution de +2,72 % par rapport à 2016 (Mayenne : −0,73 %, France hors Mayotte : +2,11 %).
| 1793 | 1800 | 1806 | 1821 | 1831 | 1836 | 1841 | 1846 | 1851 |
| ---- | ---- | ---- | ---- | ---- | ---- | ---- | ---- | ---- |
| 394  | 313  | 407  | 444  | 452  | 456  | 430  | 423  | 396  |

| 1856 | 1861 | 1866 | 1872 | 1876 | 1881 | 1886 | 1891 | 1896 |
| ---- | ---- | ---- | ---- | ---- | ---- | ---- | ---- | ---- |
| 374  | 361  | 349  | 301  | 315  | 285  | 267  | 280  | 279  |

| 1901 | 1906 | 1911 | 1921 | 1926 | 1931 | 1936 | 1946 | 1954 |
| ---- | ---- | ---- | ---- | ---- | ---- | ---- | ---- | ---- |
| 235  | 236  | 195  | 182  | 234  | 247  | 240  | 268  | 278  |

| 1962 | 1968 | 1975 | 1982 | 1990 | 1999 | 2006 | 2007  | 2012 |
| ---- | ---- | ---- | ---- | ---- | ---- | ---- | ----- | ---- |
| 267  | 342  | 524  | 635  | 809  | 873  | 999  | 1 017 | 983  |

| 2017  | 2022  | - | - | - | - | - | - | - |
| ----- | ----- | - | - | - | - | - | - | - |
| 1 099 | 1 096 | - | - | - | - | - | - | - |

## Lieux et monuments

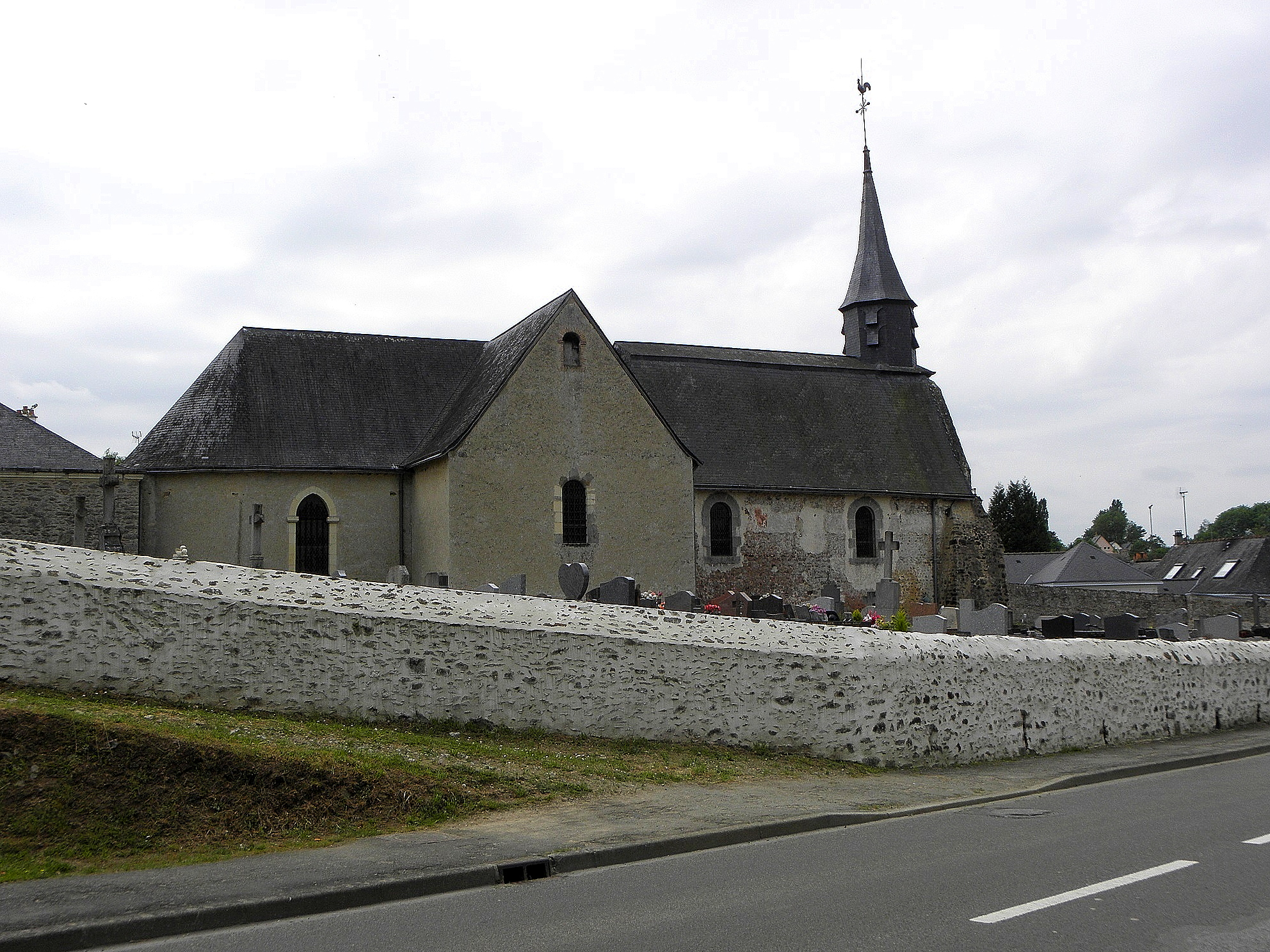
L'église Sainte-Marie-Madeleine.

- Château de Poligné de la fin du XIXe siècle, inscrit au titre des Monuments historiques[24].
- Église Sainte-Marie-Madeleine de Forcé du XIe siècle.
- Château de l'Orbière (XXe siècle).
- Château de la Mazure (XIXe).
- Manoir de Forcé XVe et XIXe siècles (devenu l'actuelle mairie).
- Le village de potiers et manoir des Gaudinières : ce village est situé près du bourg de Forcé, mais sur la commune de Bonchamp-lès-Laval. L'activité de poterie fut à son apogée dans ce lieu au XVIe siècle.

## Activité, label et manifestations

### Jumelages
- Rosendahl (Allemagne) depuis 1970.

### Sports
L'Union sportive forcéenne fait évoluer 5 équipes de football en Ligue des Pays de la Loire & divisions de district.
Le club a une section tennis et une section tennis de table qui organise un tournoi annuellement à la fin du printemps. Une section de Vovinam Viet Vo Dao existe également.

## Personnalités liées à la commune
- Léon Leclerc (1781-1858), adjoint au maire de Forcé, pomologiste et un homme politique. Il a introduit la poire Bon-Chrétien Williams en France.
- Éric Vincent (né en 1946 à Forcé), chanteur, auteur-compositeur.

## Héraldique
| Blason de Forcé | Blason  | D’azur, à un chêne d’or, s’élevant au sommet d’un pont d’une seule arche d’argent, maçonné de sable, sur lequel s’élèvent deux demi-tours du même, et ouvertes du champ, se mouvant des flancs de l’écu. |
| Blason de Forcé | Détails | L’azur rappelle la présence de la Jouanne qui traverse le territoire communal. Le pont représente celui du village qui enjambe la Jouanne. Le chêne symbolise le Calvaire du même nom, assez réputé dans le secteur. Les deux demi-tours imagent les châteaux de la Mazure et celui de Poligny. Les ornements sont deux gerbes de blé d’or mises en sautoir par la pointe et liées d’azur afin d’honorer l’activité agricole. Le listel d'argent porte le nom de la commune en lettres majuscules de sable. La couronne de tours dit que l’écu est celui d’une commune ; elle n’a rien à voir avec des fortifications. Le statut officiel du blason reste à déterminer. |